# Simone Buti
Simone Buti (Fucecchio, 19 de setembro de 1983) é um voleibolista profissional italiano, medalhista olímpico. 

## Carreira
Membro da seleção italiana de voleibol masculino, conquistou a segunda posição no Campeonato Mundial de Vôlei em 2015 e o terceiro lugar no Campeonato Europeu, no mesmo ano.
Em 2016, representou seu país nos Jogos Olímpicos de Verão no Rio de Janeiro.